# Phyllonomaceae
Phyllonomaceae es el nombre botánico de una familia de plantas de flores con un único género Phyllonoma que pertenece al orden Aquifoliales.

## Sinonimia
- Dulongiaceae

## Especies
- Phyllonoma cacuminis
- Phyllonoma coriacea
- Phyllonoma integerrima
- Phyllonoma laticarpii
- Phyllonoma laticuspis